# Filialkirche Obsaurs

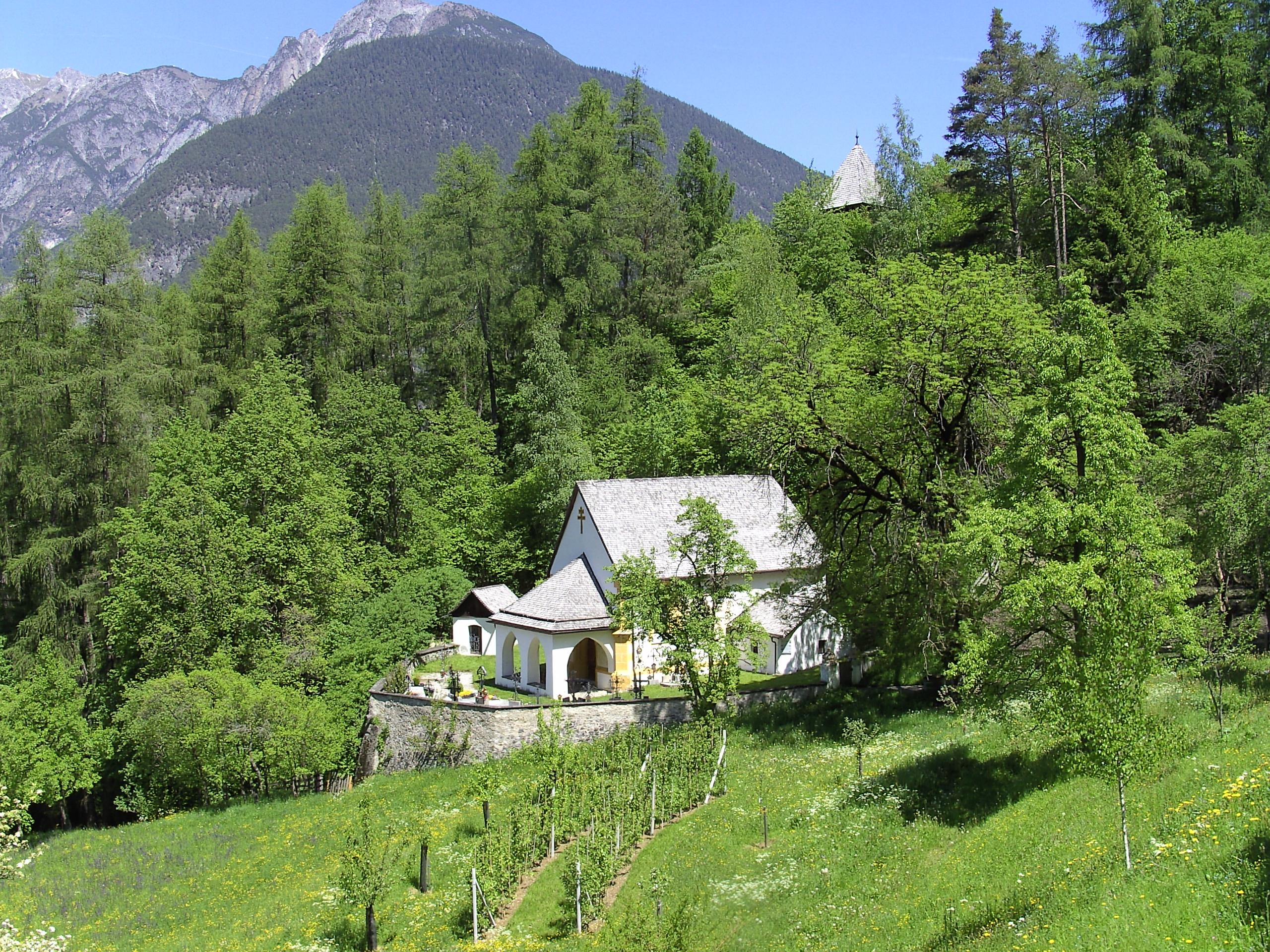
Katholische Filialkirche hl. Vigilius in Obsaurs

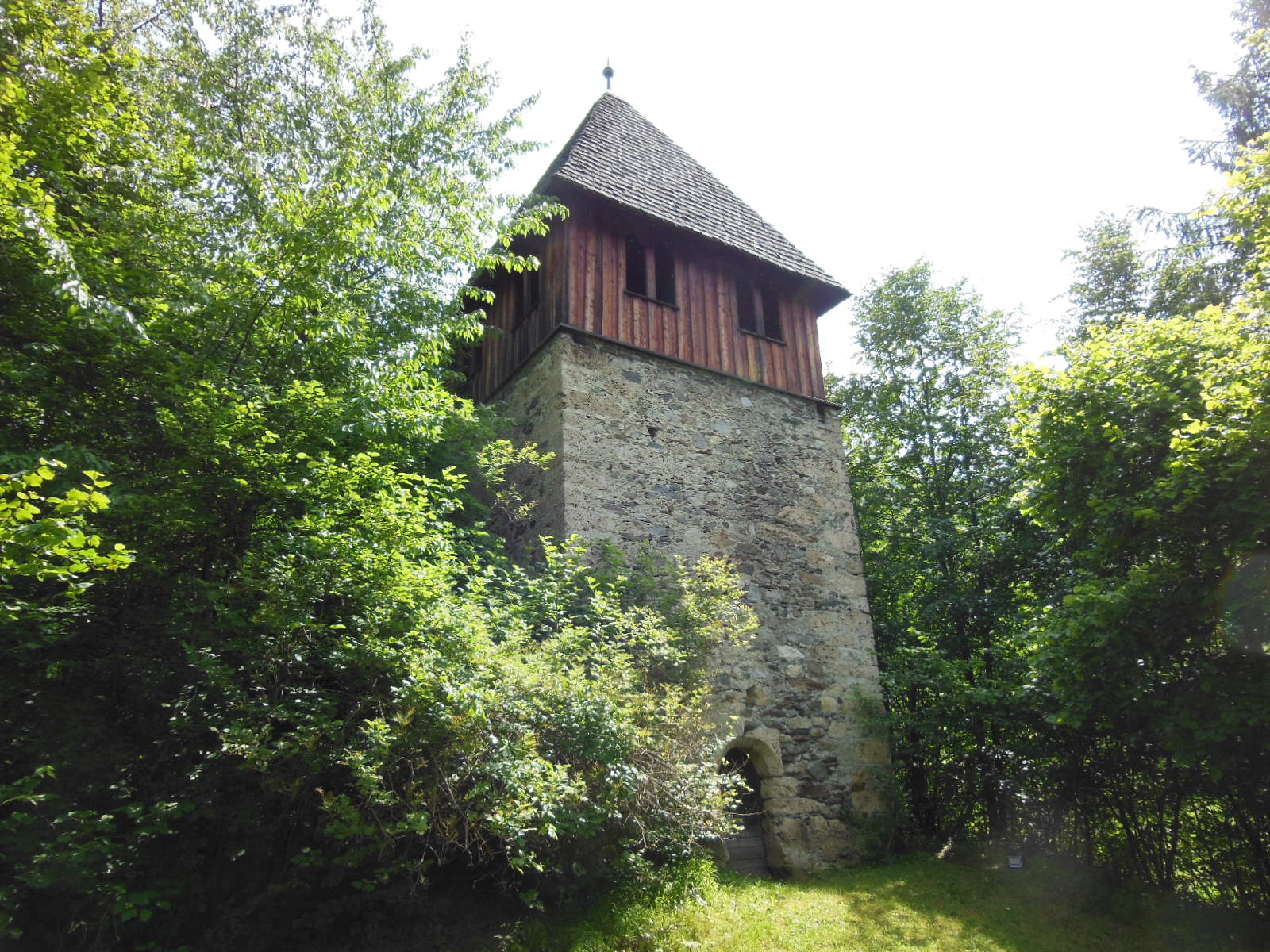
Glockenturm

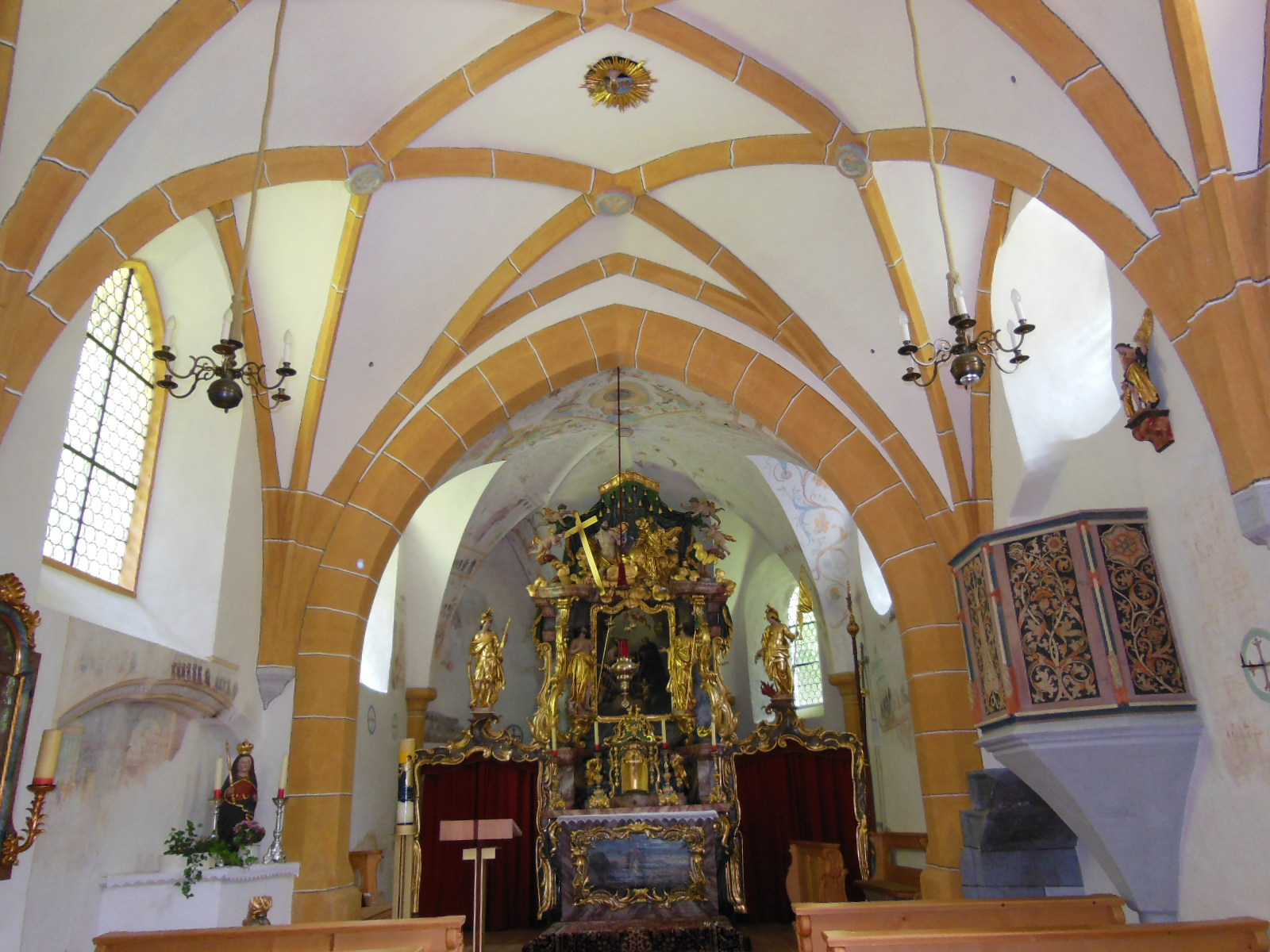
Langhaus, Blick zum Chor

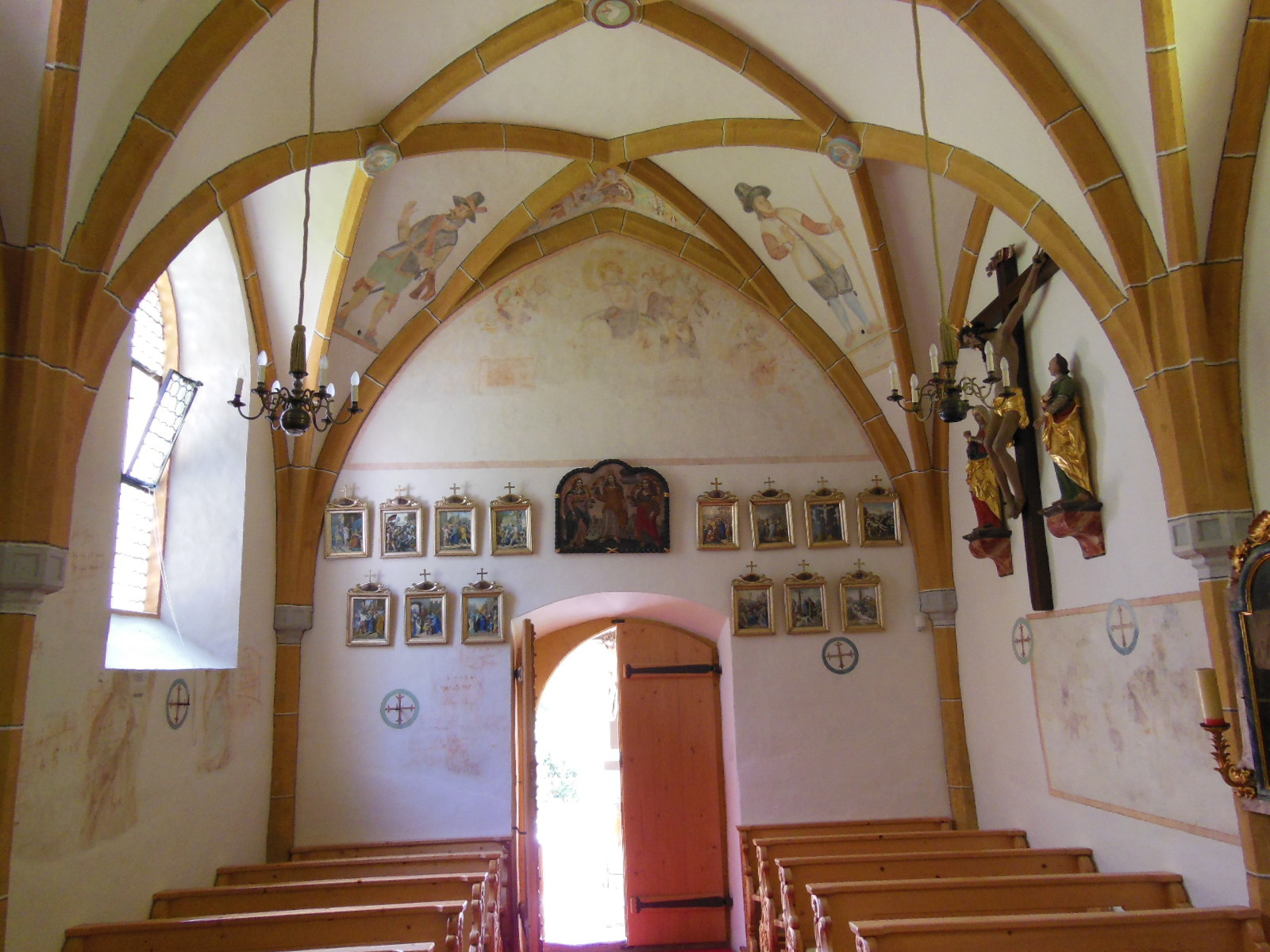
Chor, Blick ins Langhaus

Die römisch-katholische Filialkirche Obsaurs steht hoch über dem Talboden im Weiler Obsaurs in der Gemeinde Schönwies im Bezirk Landeck im Bundesland Tirol. Die dem Patrozinium des hl. Vigilius von Trient unterstellte Filialkirche gehört zum Dekanat Zams in der Diözese Innsbruck.  Die Kirche steht unter Denkmalschutz (Listeneintrag).

## Geschichte
Urkundlich wurde 1498 eine Kirche genannt. Die Kirche wurde um 1500 erbaut. Die Vorlaube wurde 1835 angebaut.

## Architektur
Der kleine spätgotische Saalbau mit einem polygonalen Schluss hat einen umlaufenden abgeschrägten Sockel. Die Westfront zeigt kurze übereck gestellte Strebepfeiler, das spätgotische Westportal ist spitzbogig, zweifach gekehlt mit einem verkreuzten Birnstab. Die Sakristei ist südlich angebaut.
Wandmalereien aus der ersten Hälfte des 16. Jahrhunderts zeigen an der Westfront den Erzengel Michael und die Heiligen Paulus und Georg und an der Südfassade Kreuzigung, Heilige und Stifter. Die Nordfassade zeigt den hl. Christophorus aus dem Anfang des 17. Jahrhunderts.
Das Kircheninnere hat ein zweijochiges Langhaus mit einem Netzrippengewölbe auf Achteck-Diensten, die runden Schlusssteine zeigen gemalt Evangelistensymbole und das Lamm Gottes aus dem Anfang des 16. Jahrhunderts. Der eingezogene Triumphbogen ist spitzbogig und abgefast. Der Chor hat ein halbes Joch und einen Fünfachtelschluss und gleichfalls ein Netzrippengewölbe auf Achteck-Diensten, das spätgotische spitzbogige Sakristeiportal hat eine Eisenplattentür. Die Sakristei hat ein Tonnengewölbe.
Stark fragmentierte Malereien im Chorgewölbe aus 1634 zeigen zwei Evangelisten und einen Schmerzensmann mit den Leidenswerkzeugen und Blumenranken, an der Westwand gibt es ein Fragment eines Weltgerichtes und seitlich im Gewölbe Landsknechte.
Die Kirche ist von einem ummauerten Friedhof umgeben.

## Einrichtung
Der Rokoko-Hochaltar entstand um 1770/1780, das Altarblatt Heilige Vigilius und Gallus wurde dem Maler Georg Witwer zugeschrieben. Die  Statuen der Heiligen Sebastian, Johannes der Täufer, Josef, Florian sind Johann Schnegg zugeschrieben, ebenso die Hl. Dreifaltigkeit im Auszug. Der Tabernakel zeigt die knienden Heiligen Franziskus und Antonius. Das Antependium besteht aus einem geschnitzten Rahmen um ein Gemälde des hl. Vigilius.
Die Kanzel auf einer gemauerten spätgotischen Konsole hat eine Holzbrüstung mit ornamentalem Flachschnitzereien aus dem 16. Jahrhundert.
Es gibt einen Schrein mit einer Figur Maria Immaculata aus dem 18. Jahrhundert, eine Statuette Auferstandener Christus um 1670/1680, ein Leinwandbild mit den Heiligen Jungfrauen, den sogenannten Drei Bethen Einbeth, Warbeth und Wilbeth (um 1700), ein Kruzifix aus der Mitte des 17. Jahrhunderts.

## Glockenturm
Auf einem Hügel etwas oberhalb der Kirche steht ein massiver spätmittelalterlicher Turmstumpf mit einem Schlitzfenster, der mit einem Holzaufbau als Glockenturm adaptiert wurde. Das abgefaste Rundbogenportal entstand im 16. Jahrhundert.
Eine Glocke nennt Barthlme Köttelath 1647.